# Przyjaźń

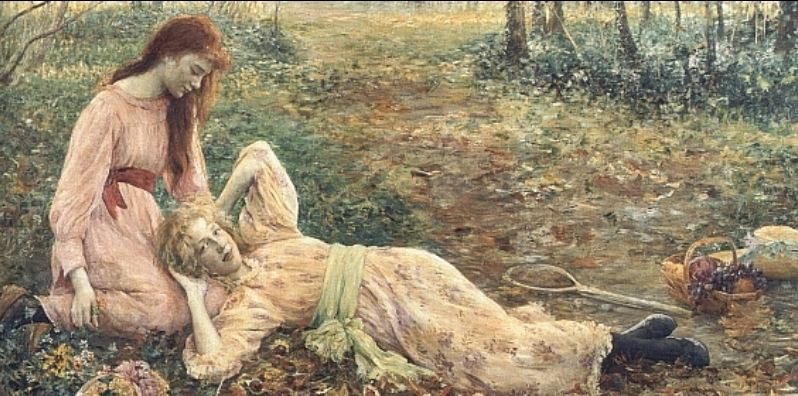
Przyjaźń – obraz Louise Catherine Breslau, 1902

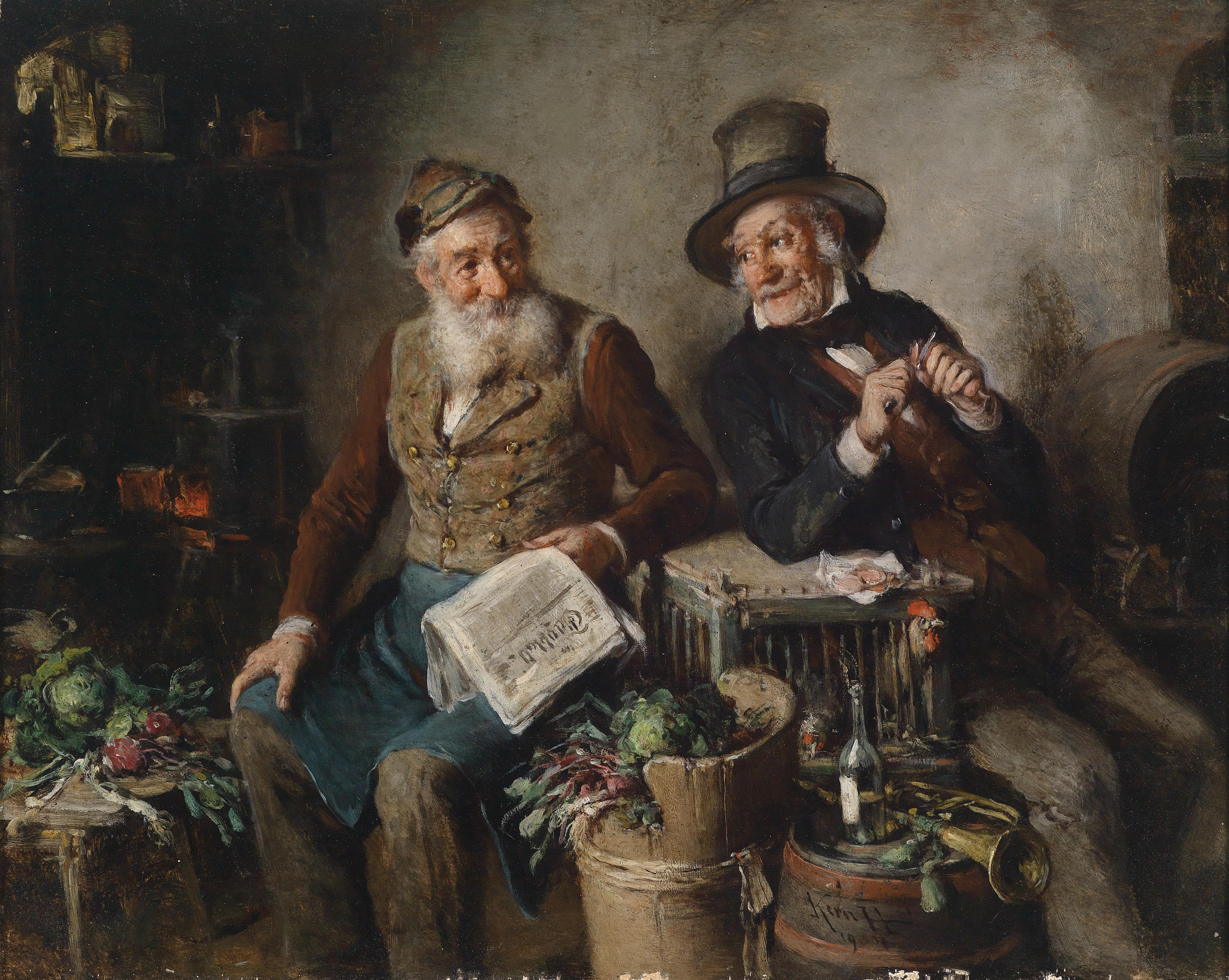
Dobrzy przyjaciele – obraz Hermanna Kerna, 1904

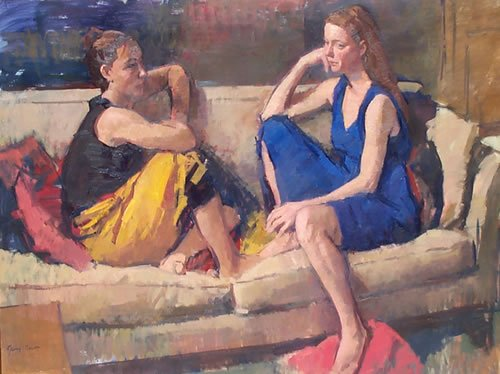
Przyjaciółki – obraz Jerry'ego Weissa, 2003

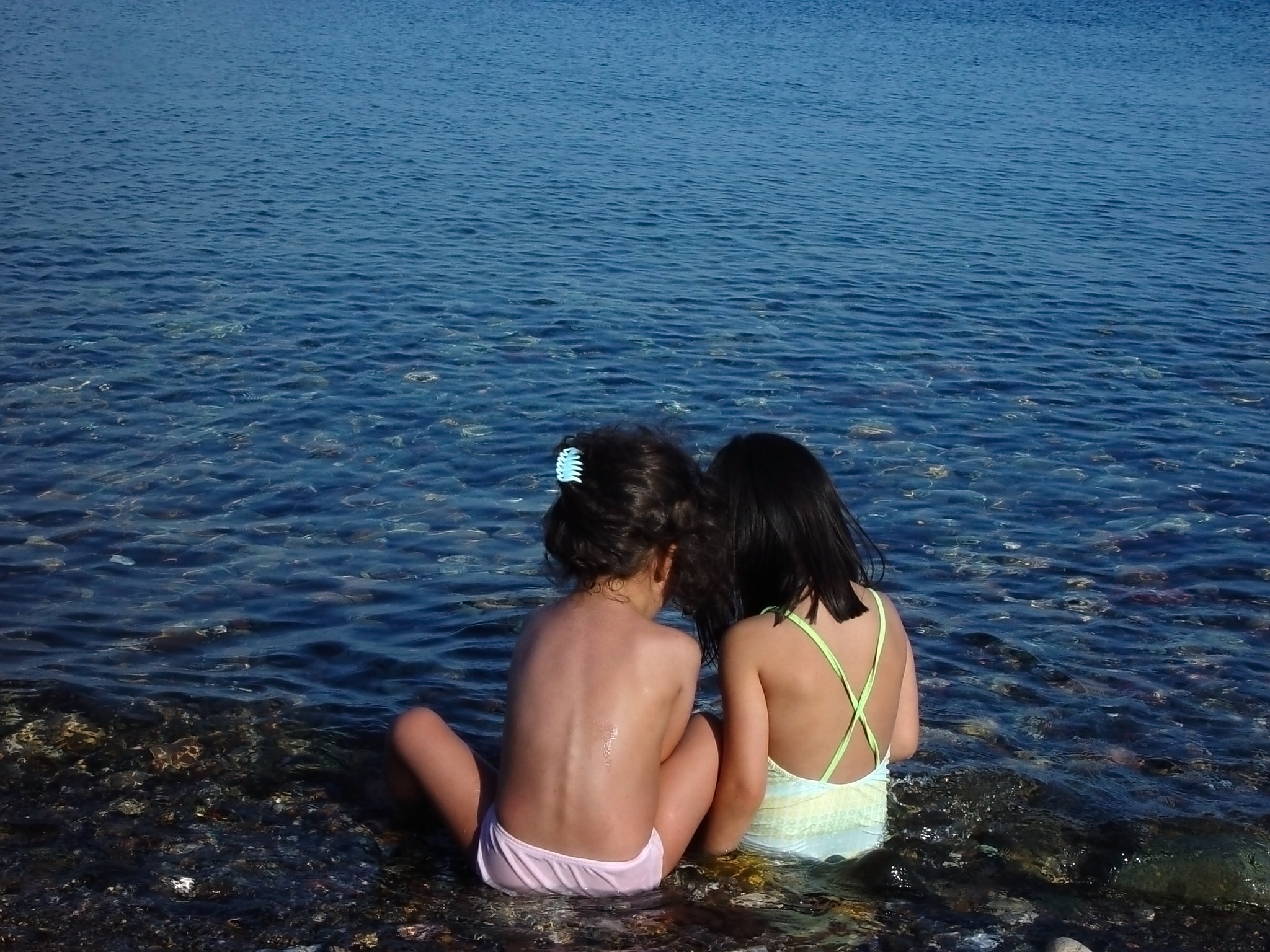
Dwie przyjaciółki-nierozłączki

Przyjaźń – serdeczne stosunki oparte na wzajemnej życzliwości.  
Większość ludzi uważa, że ich przyjaciele dobrze ich znają. Jednak badania wykazały, że w większości przypadków jest to złudzenie związane z chęcią poprawy samooceny. Wierząc, że przyjaciołom zależy na nas, budujemy poczucie własnej wartości.
Przyjaźń w kontekście socjologicznym jest silnie związana z nieprzyjaźnią. Wspólny wróg bardzo skutecznie cementuje więzi między przyjaciółmi, a jednym z narzędzi służących do tego jest plotka. Przyjaciele mają tendencję do wyolbrzymiania negatywnych cech swych nieprzyjaciół i pomijania ich cech pozytywnych.
Zawieranie przyjaźni odbywa się w różny sposób, zależnie od kultury i powiązań religijnych. Niektóre przyjaźnie są zawierane poprzez zapytanie: „Czy chciałbyś/chciałabyś zostać moim przyjacielem?” lub w inny podobny sposób, czasem towarzyszą temu obietnice i przysięgi. Coraz rzadziej spotykana jest formuła braterstwo krwi. Przyjaźń, miłość, troska i udział w losach innych nie są czymś przypadkowym, lecz absolutnie niezbędnym dla duchowej dojrzałości i szczęścia. Jeśli ktoś nie może nawiązać i utrzymywać przyjaźni, to taki brak może mieć swoje źródło w chorobie o charakterze somatycznym, psychicznym lub duchowym.
Z badań wynika również, że przyjaźń może mieć tło genetyczne: najsilniejsze więzy łączą nas z ludźmi genetycznie do nas podobnymi. Może to jednocześnie tłumaczyć istnienie uprzedzeń rasowych i innych form ksenofobii.
Sam akt nawiązywania przyjaźni ma również podłoże biologiczne – jest ściśle związany z tzw. pierwszym wrażeniem. Z badań wynika, że nieświadomą decyzję o chęci bliższego poznania danej osoby podejmujemy w ciągu zaledwie 10 minut od pierwszego z nią kontaktu.
Według Arystotelesa przyjaźń jest jedną z cnót, chociaż – w przeciwieństwie do cnót kardynalnych – nie jest ona cnotą normatywną. Filozof ten również twierdzi, że istnieje kilka rodzajów przyjaźni: idealna (teleia philia, będąca wartością samą w sobie) oraz takie, z których każda ma spełniać pewien cel (przyjemność lub użyteczność).